# Álvaro Araújo Noguera
Álvaro Araújo Noguera (Santa Marta, 7 de junio de 1935-Valledupar, 24 de marzo de 2020), fue un ingeniero civil, ganadero  y dirigente político colombiano, gerente de la Caja Agraria, miembro de la junta del Banco Ganadero, dirigente gremial de COMEGAN, ministro de Agricultura durante la presidencia de Alfonso López Michelsen, representante a la Cámara y senador de la República. Fue militante del Partido Liberal Colombiano por la mayor parte de su vida, y luego militó en el Partido de la U.
En 1989 fue designado por el presidente Virgilio Barco Vargas para integrar la delegación colombiana en las "Comisiones de Vecindad" como enlace con la Comisión presidencial de asuntos fronterizos colombo-venezolanos de Venezuela.
Fue sentenciado por beneficiarse de vínculos con los grupos paramilitares, y su caso hace parte de la "Parapolítica". Por esta razón estuvo prófugo de la justicia colombiana por dos años hasta que fue detenido en Venezuela y luego deportado a Colombia en 2008.

## Familia
Nació el 7 de junio de 1935 en Santa Marta, Magdalena Grande, en el hogar del vallenato Santander Araújo Maestre y la samaria Blanca Noguera Cotes; tuvo once hermanos, tres de sus hermanos murieron cuando eran muy pequeños; creció al lado de sus ocho hermanos: Jaime, Santander Alfredo (fallecido), Mireya Elvira (fallecida), Emelina (fallecida), Elvira, Tomas Rodolfo, Isabel (fallecida) y Consuelo Inés Araújo Noguera "La Cacica" (fallecida).
Álvaro Araújo Noguera estuvo casado con María Lourdes Castro Socarrás, de cuya unión nacieron cinco hijos: Sergio Rafael, Ana María, Álvaro, María Consuelo y Sara Maria Lourdes Araújo Castro. En su segundo matrimonio con Lumbre Colley Ordóñez, tuvieron tres hijas: Lía Inés, Natalia Isabel y Diana Margarita Araújo Colley. De otras relaciones extramatrimoniales tuvo tres hijos: Álvaro Enrique Araujo Peña, Neifis Araujo Luquez y Juan Felipe Araujo Calderón.
Alguno de sus hijos han sido protagonistas en la política local, regional y nacional; Álvaro Araújo Castro fue Representante a la Cámara, Senador y actor de telenovelas, y además fue condenado por paramilitarismo; su hija María Consuelo Araújo Castro, comenzó su carrera pública en Bogotá, como directora del Jardín Botánico José Celestino Mutis durante la alcaldía de Enrique Peñalosa, fue directora del Instituto Distrital para la Recreación y el Deporte (IDRD) durante la segunda alcaldía de Antanas Mockus, fue ministra de Cultura y Canciller de la República en el mandato de Álvaro Uribe Vélez, desde el 1 de enero de 2016 se desempeña como secretaria de Integración Social de Bogotá; Sergio Rafael Araujo Castro, miembro activo y cofundador del partido Centro Democrático, y excandidato a la alcaldía de Valledupar en el periodo comprendido entre 2016 y 2020.
Araújo Noguera es tío del exgobernador del Cesar, Hernando Molina Araújo, hijo de Consuelo Inés Araújo Noguera y también del exmagistrado Jaime Araújo Rentería, hijo de su hermano Jaime Araújo Noguera. También fue cuñado del exprocurador general de la Nación y contralor general de La República de Colombia, Edgardo Maya Villazón, quien estuvo casado con Consuelo Inés Araújo Noguera, gestora del Festival de la Leyenda Vallenata y exministra de Cultura durante el gobierno de Andrés Patrana, y asesinada por las FARC. Su hermano Tomas Rodolfo Araújo Noguera contrajo en terceras nupcias  matrimonio con Elsa Palmera, hermana de Ricardo Palmera alias "Simón Trinidad", jefe de las FARC.

## Trayectoria

### Secretario de Hacienda del Departamento del Magdalena
Araújo Noguera fue nombrado Secretario de Hacienda del Departamento del Magdalena por el gobernador Jacobo Tovar Daza. Desde esta posición impulsó la creación del departamento del Cesar.

### Jefe de la Oficina Administrativa del Cesar
Una vez creado el departamento del Cesar el 21 de diciembre de 1967, el primer gobernador fue Alfonso López Michelsen. López nombró a Araújo Noguera como Jefe de la Oficina Administrativa, encargado de las finanzas del nuevo departamento.

### Ministro de Agricultura
Tras su paso por el Banco Ganadero y la dirigencia greamial ganadera de Comegán, en 1976, Álvaro Araujo Noguera fue nombrado ministro de Agricultura de Colombia por el presidente Alfonso López Michelsen mediante Decreto número 2206, en reemplazo del ministro Rafael Pardo Buelvas. Estuvo en el cargo hasta 1977. Fue reemplazado en el cargo por Joaquín Vanin Tello.

### Senador de la república
Desde el ministerio de Agricultura pasó al legislativo, siendo elegido senador de la república. Cargo en el que estuvo hasta 1990 cuando fue destituido por llevar a cabo contrataciones públicas ilegales que favorecieron a Radio Guatapurí, emisora de la cual era accionista.

### Proceso 8000
Durante el proceso 8000, en el que se investigó a la campaña presidencial de Ernesto Samper por recibir dineros de los narcotraficantes del Cartel de Cali para financiar su elección y la de sus aliados. Araújo Noguera fue acusado de recibir cheques con dineros procedentes de las empresas fachada del cartel de Cali. Otros investigados por la Fiscalía, junto a Araújo Noguera, fueron: Hugo Castro Borja, Miguel Motoa Kury, Oscar Vélez Marulanda, Jaime Arizabaleta Calderón, Humberto González Narváez, Guillermo Panchano, María Cristina Rivera de Hernández y José Luis Arcila Córdoba.

### Apoyos políticos
Araújo Noguera, su hijo Álvaro y el Movimiento político ALAS financiarion la campaña Víctor Renán Barco López al senado durante la campaña de 2002.

### Caso secuestro de Ochoa Daza y Parapolítica
Las acusaciones por parapolítica contra Araújo Noguera se iniciaron tras las declaraciones del exalcalde de Valledupar, Elías Ochoa Daza, quien aseguró que Araújo Noguera y su hijo Álvaro Araújo Castro habrían participado en el secuestro de su hermano Víctor Ochoa Daza en alianza con las Autodefensas Unidas de Colombia (AUC). Previamente, su hijo Álvaro Araújo Castro fue acusado a finales de 2006 por el exjefe de informática del Departamentos Administrativo de Seguridad Rafael García, de haber "recibido financiación para sus campañas de manos del jefe paramilitar ‘Jorge 40’, alias de Rodrigo Tovar Pupo".
El 19 de febrero de 2007, la ministra de Relaciones Exteriores de Colombia María Consuelo Araújo renunció al cargo debido a las acusaciones e investigaciones contra su hermano, Álvaro Araújo Castro y su padre, Álvaro Araújo Noguera. El sobrino de Araújo Noguera, el exgobernador del Cesar, Hernando Molina también fue incluido en las investigaciones por paramilitarismo.
El 2 de marzo de 2007, un fiscal de la Unidad Antisecuestro de la Fiscalía General de la Nación ordenó de la detención de Araújo Noguera como parte de las investigaciones por las presuntas relaciones entre grupos paramilitares de las Autodefensas Unidas de Colombia (AUC), lideradas por Jorge 40 y Araújo Noguera. Adicionalmente, a Araújo y a su hijo Álvaro se les investigaba por presunta participación en el secuestro de Víctor Ochoa Daza, perpetrado el 13 de enero de 2002 por las AUC para beneficiar a políticos. Víctor Ochoa se había negado a hacer una alianza política con Álvaro Araújo Castro, hijo de Araújo Noguera, para las elecciones parlamentarias de 2006. Araújo Noguera participó en la liberación de Ochoa, presuntamente por órdenes de Jorge 40, según pesquisas de la Fiscalía.
Una semana después, la Interpol también emitió una orden de captura internacional para dar con su paradero. Al ser preguntada por los medios de comunicación, la esposa de Araújo Noguera aseguraba que su esposo no se encontraba en Venezuela, sino en Colombia y que se entregaría una vez obtuvieran pruebas de su inocencia.
En julio de 2007, estando prófugo, Araújo Noguera fue al consulado colombiano en Barquisimeto, Venezuela, donde se reunió con quien es hermano de Víctor Ochoa, el cónsul Elías Ochoa Daza. Araújo Noguera le pidió a Ochoa que necesitaba obtener un documento oficial para seguir obteniendo su pensión de exsenador. Ochoa reportó a las autoridades ejecutivas en Colombia, pero no a las autoridades judiciales en Colombia o en Venezuela. Por este hecho Ochoa perdió su cargo de cónsul.
El 4 de septiembre de 2008, Araújo Noguera fue capturado por la Policía Antinarcóticos del Estado Zulia en Venezuela por porte ilegal de documentos. Tras determinar su verdadera identidad, el gobierno de Hugo Chávez lo trasladó a la ciudad de Caracas para ponerlo a disposición de las autoridades colombianas para su extradición.
Entre los documentos confiscados a Araújo Noguera le encontraron:
- Una cédula venezolana "23.264.052", expedida el 4 de julio de 2004, identificando a Araújo Noguera como ciudadano venezolano, nacido el 7 de junio de 1935 fue encontrada en su poder.
- Entregaron al juez cédula de identidad laminada número 23.264.052, expedida el 4 de julio de 2004, la cual identifica a Araújo Noguera como ciudadano venezolano, nacido el 7 de junio de 1935.
- Un cheque de un banco venezolano a nombre de Araújo Noguera.
- El certificado de inscripción en el Registro de Información Fiscal de Maracaibo.
- Una licencia de conducción del Ministerio de Infraestructura venezolano, expedida el 4 de junio de 2008.
- Un certificado médico para conducir vehículos avalado por la Federación Médica Venezolana el primero de junio del 2008.

El abogado Juan Garantón dijo que Araújo Noguera tenía doble nacionalidad: colombiana y venezolana, respondiendo así a al exministro del Interior y Justicia venezolano, Ramón Rodríguez Chacín, quien aseguró que Araújo Noguera tenía una cédula de identidad falsa.
A raíz de su captura, el fiscal 70° en Venezuela en materia de drogas, consignó ante el Tribunal 11° en funciones de Control del estado Zulia, la solicitud de aseguramiento de un carro, dos agropecuarias y dos fundos ubicados en Maracaibo.
El 7 de abril de 2009, un fiscal delegado ante la Corte Suprema de Justicia precluyó la investigación por el secuestro de Víctor Ochoa contra Araujo Noguera y su hijo Álvaro Araujo Castro. El fiscal ordenó la libertad inmediata de Araújo Noguera, mientras que Araújo Castro fue condenado por otro caso relacionado con la Parapolítica.

### Apoyos en elecciones políticas
A pesar de que su hijo Sergio Araújo Castro era candidato a la alcaldía de Valledupar por el partido Centro Democrático del cual fue cofundador junto al expresidente Álvaro Uribe Vélez, Araújo Noguera apoyó al candidato Jaime González Mejía. González Mejía también fue apoyado por el entonces alcalde de Valledupar, Fredys Socarrás, quien militó en Alternativa Liberal de Avanzada Social (ALAS), partido creado por los Araújo.
Araújo Noguera fue muy cercano al presidente Juan Manuel Santos y apoyó la candidatura a la presidencia de Germán Vargas Lleras.

## Fallecimiento
Araújo Noguera falleció en la clínica Santa Fe de Bogotá el 24 de marzo de 2020. Por petición de sus familiares y debido a la imposibilidad de realizar un funeral en medio de la pandemia de COVID-19 en Colombia, su cuerpo fue cremado y trasladado a Valledupar.

## Honores
- La Institución Educativa 'Álvaro Araújo Noguera' en el municipio de Astrea, Cesar fue nombrada en su honor.